# キスだけじゃイヤッ!
『キスだけじゃイヤッ!』は、1997年10月2日から2006年3月27日まで、読売テレビの制作により、日本テレビ系列局で放送されていた恋愛バラエティ番組である。通称『キスイヤ』。

## 概要
毎回、番組に2組ないしは3組のカップルが出場し、司会者の島田紳助を始めとする番組出演者たちが彼らの恋愛の悩みや不満を解決していくという内容で放送されていた。スタジオ内での収録パートでは番組出演者たちが出場カップルとトークを展開するその模様が放送され、その後に楽屋に戻ったカップルがそこで会話を交わすその模様を収めたVTRが放送されるというのが通常の流れだった。その他、過去に出場したカップルのその後の行方や結末を追跡したVTRが放送されることもあった。出場カップルの氏名は、プライバシー保護の観点から仮名としていたが、カップルの後日談を載せた本「Kissだけじゃイヤッ! あの名物カップル31組のその後」には一部本名も載っている。
番組の収録は読売テレビ大阪本社併設のスタジオ内で行われていたが、これは当時ゴールデン・プライムタイムに放送される番組としては唯一のものだった。また、日本テレビ系列に属する全国の放送局では出場カップルを選出するオーディションが開かれていた。出場カップルには海外旅行などの豪華特典が進呈されていたが、その内容は番組中に彼らが獲得した支持率の数値によって変わるというものだった。支持率の数値は上は100%まで、下は0%から存在。『ZZZ』時代前期では番組最後にスタジオ内に『欽ちゃんの仮装大賞』（日本テレビ制作）で使われているような得点パネルが置かれ、支持率70%以上を取れば海外旅行が、90%以上を取れば世界一周旅行が贈られた。2組出場するカップルのうち大抵の回でどちらかの組に旅行権が与えられたが、稀に2組ともに旅行権が与えられた回や、2組ともに旅行権獲得に失敗した回もあった。後に69%以下だった組には残念賞として国内旅行クーポン券が与えられた。『ZZZ』時代後期はこのシーンがカットされ、CGテロップで結果のみ発表されていた。
2000年12月25日・2001年12月17日・2002年3月4日・2003年1月3日・同年12月22日には、各局で番組2時間スペシャルが放送された。

## 出演者

### 司会
- 島田紳助 - 2004年10月に自身の傷害事件により芸能活動を自粛することになった際には、同年11月29日放送分から12月13日放送分まで雨上がり決死隊、極楽とんぼ、中川家、東野幸治、藤井隆らが週替わりで代役司会を務めた。紳助は2005年1月17日放送分の15分拡大スペシャルから司会に復帰した。
- 高木美保 - 1997年10月から1998年9月まで出演。
- 熊谷真実 - 1998年10月から最終回まで出演。
- 間寛平 - 熊谷未出演時の代役。

### ナレーター
- 南かおり

### ゴールデンタイム放送時のゲスト出演者
- 阿藤快
- ケント・デリカット
- 萩原流行
- 松本伊代
- 安めぐみ
- 山口もえ
- 薬丸裕英
- 中澤裕子
- 田中義剛
- 眞鍋かをり
- にしきのあきら
- 辺見えみり
- 舞の海
- 赤井英和
- 磯野貴理子
- ほか

## 視聴者からの批判
この番組は若者を中心に人気を獲得していた一方で、中高年層を中心とする層ではその内容に不快感を抱く者が多く、そのような層からは低俗番組であるとして批判されていた。日本PTA全国協議会が子供がいる家庭の保護者に対し行っているアンケートにおいて、同番組が「子供に見せたくない番組」部門で2005年に第6位に、2006年には第2位にランクインしていたことからも窺える。番組がこのような層からよく批判されていたその背景には、番組内で浮気や不倫をテーマの1つに取り扱っていたことが大きいとされる。そのため、番組を提供していた一部の企業は社名を提供クレジットに表示させていなかった。

## ネット局・放送時間
1997年10月2日、日本テレビ系列全国ネットの深夜番組放送枠『ZZZ』木曜の内包番組として放送開始。この当時の放送時間は、『ZZZ』枠自体が直前枠の番組『NNNきょうの出来事』の放送状況に左右されていたため、必ずしも一定していなかった。
2002年10月3日から2004年4月1日までは、『夜は別バラ22:54』木曜の内包番組として放送されていたが、この時間帯はプライムタイムと深夜帯の中間に位置していた（第2期）。
2004年4月12日から2006年3月27日までは、月曜22時台の連続ドラマ枠から移動し、ゴールデンタイムに当たる月曜21時台に放送された（第3期）。ゴールデン進出時に、それまでこの番組をネットし続けてきた３系列クロスネット局のテレビ宮崎が編成上の都合から打ち切られた。これによって山梨放送・福井放送・四国放送・高知放送の4局でも、前身の22時台の連続ドラマ枠まで長らく同時ネットしていなかった読売テレビ制作月曜夜の1時間のレギュラー番組をようやく同時ネットするようになった。
日本テレビ系列局が存在しない沖縄県では、TBS系列に属する琉球放送にて遅れネットで放送されていた。
系列は放送終了時のもの。特に記述がない場合は第1期 - 第3期をネットした局。
| 放送対象地域  | 放送局                    | 系列                                         | 備考        |
| ------------- | ------------------------- | -------------------------------------------- | ----------- |
| 近畿広域圏    | 読売テレビ（ytv）         | 日本テレビ系列                               | 制作局      |
| 関東広域圏    | 日本テレビ（NTV）         | 日本テレビ系列                               |             |
| 北海道        | 札幌テレビ（STV）         | 日本テレビ系列                               |             |
| 青森県        | 青森放送（RAB）           | 日本テレビ系列                               |             |
| 岩手県        | テレビ岩手（TVI）         | 日本テレビ系列                               |             |
| 宮城県        | ミヤギテレビ（MMT）       | 日本テレビ系列                               |             |
| 秋田県        | 秋田放送（ABS）           | 日本テレビ系列                               |             |
| 山形県        | 山形放送（YBC）           | 日本テレビ系列                               |             |
| 福島県        | 福島中央テレビ（FCT）     | 日本テレビ系列                               |             |
| 山梨県        | 山梨放送（YBS）           | 日本テレビ系列                               |             |
| 新潟県        | テレビ新潟（TeNY）        | 日本テレビ系列                               |             |
| 長野県        | テレビ信州（TSB）         | 日本テレビ系列                               |             |
| 静岡県        | 静岡第一テレビ（SDT）     | 日本テレビ系列                               |             |
| 富山県        | 北日本放送（KNB）         | 日本テレビ系列                               |             |
| 石川県        | テレビ金沢（KTK）         | 日本テレビ系列                               |             |
| 福井県        | 福井放送（FBC）           | 日本テレビ系列 テレビ朝日系列                |             |
| 中京広域圏    | 中京テレビ（CTV）         | 日本テレビ系列                               |             |
| 鳥取県 島根県 | 日本海テレビ（NKT）       | 日本テレビ系列                               |             |
| 広島県        | 広島テレビ（HTV）         | 日本テレビ系列                               |             |
| 山口県        | 山口放送（KRY）           | 日本テレビ系列                               |             |
| 徳島県        | 四国放送（KRY）           | 日本テレビ系列                               |             |
| 香川県 岡山県 | 西日本放送（RNC）         | 日本テレビ系列                               |             |
| 愛媛県        | 南海放送（RNB）           | 日本テレビ系列                               |             |
| 高知県        | 高知放送（RKC）           | 日本テレビ系列                               |             |
| 福岡県        | 福岡放送（FBS）           | 日本テレビ系列                               |             |
| 長崎県        | 長崎国際テレビ（NIB）     | 日本テレビ系列                               |             |
| 熊本県        | くまもと県民テレビ（KKT） | 日本テレビ系列                               |             |
| 大分県        | テレビ大分（TOS）         | 日本テレビ系列 フジテレビ系列                |             |
| 宮崎県        | テレビ宮崎（UMK）         | フジテレビ系列 日本テレビ系列 テレビ朝日系列 | 第2期まで。 |
| 鹿児島県      | 鹿児島読売テレビ（KYT）   | 日本テレビ系列                               |             |

## スタッフ
- 構成 - 詩村博史 / 儀賀保秀、八木晴彦、村井聡之
- 技術 - 北條吉彦
- SW （スイッチャー） - 森下直樹
- カメラマン - 藤井義行
- 音声 - 小野木晋、滝澤亮
- 照明 - 廣江貞雄
- VTR編集 - 明石健二、中澤丈
- MA - 中澤哲矢
- 音効 - 船富潤司
- 美術 - 尾前江美
- 美術進行 - 上田宗広
- タイトルロゴ - HANCO
- CG - セバスチャン
- TK（タイムキーパー） - 前田典子
- デスク - 村本雅世
- リサーチ - タイムテーブル、ニューズクリエイト、スコープ
- AD （アシスタントディレクター） - 抜居剛、西村洋祐、永濵嘉浩、三宅佑治、中井英雄、桐本将光、他
- AP （アシスタントプロデューサー） - 栄江真紀子 / 磯塚晋治（吉本興業）
- AP・取材ディレクター - 瀬野尾光則
- 取材ディレクター - 高柳康、窪田真也
- ディレクター - 藤田愛子、西川義嗣、中嶋信之
- プロデューサー - 原川大（吉本興業）
- 演出・プロデューサー - 山口剛正
- チーフプロデューサー - 梅田尚哉
- 技術協力 - 映像企画、大阪共立、ハートス、マウス、サウンドエフェクト
- 美術協力 - つむら工芸、高津商会、東京衣裳
- スタッフ協力 - すきな、映像企画、放送事業社
- 制作協力 - 吉本興業

## 歴代エンディングテーマ
- 「ALONE」Eins:Vier（1998年頃）
- 「STOP -泣かないで-」7HOUSE
- 「奇跡の雨」7HOUSE（2001年4月 - 6月）
- 「なんでやねん 心配せんでもええ」7HOUSE

## 関連書籍
- Kissだけじゃイヤッ! あの名物カップル31組のその後（1999年8月発売、著者 - 読売テレビ、発行 - 光文社、ISBN 978-4334972301）